# Василий Баженов
Василий Иванович Баженов (12 март 1737 или 1738, Москва – 13 август 1799, Санкт Петербург) е руски архитект, художник, теоретик и преподавател по архитектура, най-изтъкнатият представител на руския архитектурен класицизъм през 18 век. Член на Руската академия (1784). Академик на Болонската и Флорентинската академия и на Петербурската художествена академия.

## Проекти
- Дворцово-парков ансамбъл Царицино в Москва – 1776 – 1785 г.
- Михайловски замък в Санкт Петербург – 1792 – 1796 г.
- Пашковия дом (старата сграда на библиотека „В. И. Ленин“ в Москва) – 1784 – 1786 г.